# ARES FMG
ARES FMG (Folding submachine gun) — американский «складной» пистолет-пулемёт скрытого ношения, разработанный компанией ARES Inc для применения в специальных операциях и в целях самообороны.

## История
Пистолет-пулемёт был разработан и запатентован Francis J. Warin в 1986 году (патент США №4625621). Он предназначался в качестве оружия самообороны политиков и бизнесменов, обеспечивающего внезапность применения и достаточную огневую мощь на небольших дистанциях. Компанией Ares были изготовлены опытные образцы пистолетов-пулемётов, однако в том же 1986 году оружейное законодательство США ужесточилось для частных лиц, а полиция и спецслужбы не проявили интереса к данной разработке, поэтому фирма Ares закончила разработку пистолета-пулемёта.

## Описание
Пистолет-пулемёт ARES FMG имеет автоматику со свободным затвором. Огонь ведётся с открытого затвора, возвратная пружина находится вокруг ствола. Ствольная коробка состоит из двух частей. Части соединены шарниром, там же находится пистолетная рукоятка. Задняя часть ствольной коробки в сложенном положении выполняет роль приклада и кожуха. ARES FMG оснащался защёлкой для складывания, которая находилась позади пистолетной рукоятки. Рукоятка взведения затвора — Г-образной формы, расположена под ствольной коробкой. ARES FMG не оснащался прицельными приспособлениями.

## Дополнительная информация
В 1980-х также выпускался ограниченной серией пистолет-пулемёт М-21, имевший значительное сходство с ARES FMG, однако его автор, Дэйв Ботман, утверждал, что создал оружие самостоятельно.
Российский пистолет-пулемёт ПП-90 (как внешне, так и конструктивно) также очень похож на ARES FMG.